# Horloge astronomique de Senzeilles
L’horloge astronomique de Senzeilles est un meuble-horloge de haute précision se trouvant dans une maison privée, à Senzeilles en Belgique, mesurant et indiquant au moyen de cadrans le temps que prend le mouvement des planètes dans le système solaire.
Treize cadrans montés dans un élégant meuble de bois de style Empire indiquent la mesure du temps à l’aide d’un balancier unique effectuant 86 400 oscillations par jour. Le mécanisme est d’origine et les poids mouvant le balancier sont remontés manuellement. L’horloge mesure et indique ainsi les heures, les jours, les mois, les années, les siècles, les positions de la Lune et des astres dans le ciel de Senzeilles.

## Histoire
Elle est l’ouvrage d'un autodidacte, Lucien Charloteaux (né et décédé à Senzeilles, 1870-1958). Il commença la réalisation de son horloge en 1896 pour la terminer en 1912. En août 1914, elle fut démontée pièce par pièce puis remontée en 1921 dans un nouveau meuble. Divers perfectionnements y furent apportés jusqu’en 1938. Rachetée le 14 novembre 1992 par le Syndicat d’Initiative de Cerfontaine qui crée une association sans but lucratif « Horloge astronomique ».
Depuis 2021, l'association éprouve des difficultés financières et la commune envisage de prendre la gestion de l'horloge, ce qui est finalisé en 2024.
Ce chef-d’œuvre d'horlogerie est un meuble d’intérieur et appartient au domaine privé. Elle n’en est pas moins reconnue comme curiosité patrimoniale de l'entité de Cerfontaine comme par la Fondation Roi Baudouin, par la province de Namur et par le commissariat général au Tourisme de la Région wallonne (Belgique).

## Description
Les cadrans qui ornent la façade du meuble concernent :
- La comète de Halley (révolution de 76 ans ; prochaine apparition en 2062) ;
- La translation de la Terre autour du Soleil ;
- Le mouvement de la Lune autour de la Terre ;
- Le mouvement de rotation du globe terrestre sur lui-même ;
- Le cycle solaire ;
- L’heure de Greenwich ;
- Le cycle lunaire ;
- Les jours avec les signes de leur planète ;
- Les mois de l’année, dates et signes du zodiaque ;
- Les constellations (ciel de Senzeilles) ;
- La détermination des bissextiles ;
- Les principales planètes ;
- Les siècles et les années.

## Fiction
L'horloge astronomique de Senzeilles est au cœur de l'intrigue d'un roman policier de François-Xavier Heynen, L'Horloge diabolique,.